# Nogomet na Mediteranskim igrama 1955.
Nogometni turnir na MI 1955. održavao se u Barceloni u Španjolskoj od 15. do 25. srpnja. Četiri nastupajuće reprezentacije igrale su svaka sa svakom i Egipat je zbog bolje razlike u pogocima osvojio turnir.

## Konačni poredak
| Mj. | Država     |
| --- | ---------- |
| 1.  | Egipat     |
| 2.  | Francuska  |
| 3.  | Španjolska |
| 4.  | Sirija     |

| Pobjednici         |
| ------------------ |
| Egipat Prvi naslov |